# Droit de Lübeck

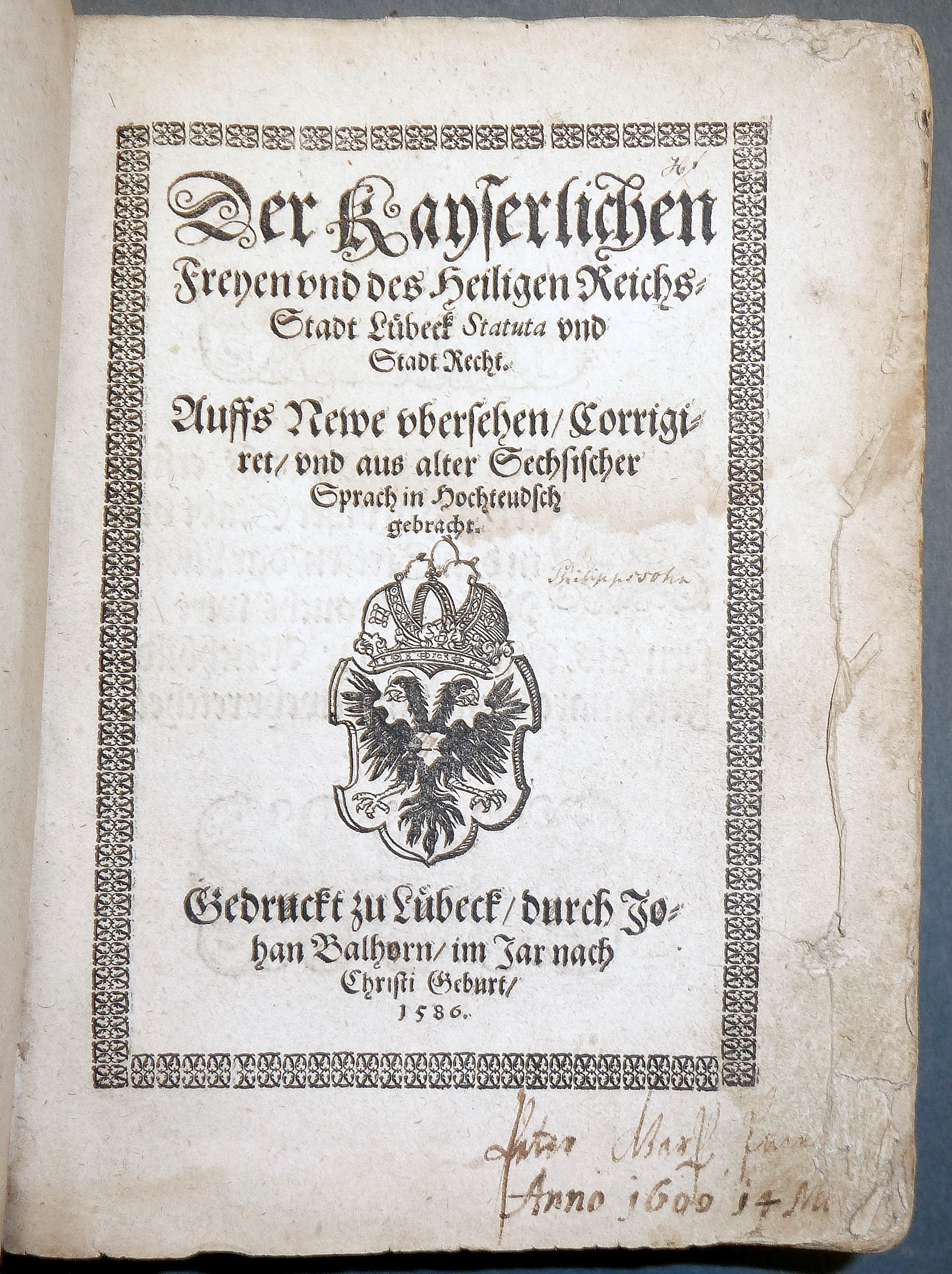
Édition de Balhorn daté de 1586.

Le droit de Lübeck est un ensemble de privilèges obtenus par la ville libre d'Empire de Lübeck et qui s'applique à une centaine de villes, principalement autour de la mer Baltique.

## Histoire
Henri XII de Bavière accorde à Lübeck différents privilèges. En 1160, la ville a d'abord le même droit que le droit de Soest. Sous l'égide du conseil de la ville se développe ensuite un droit particulier. Le droit de Lübeck rassemble les dispositions juridiques de Westphalie et le droit du Holstein et inclut dans le domaine du droit maritime les règles de la mer Baltique héritées des Vikings et la Hanse des marchands de Gotland à Visby.
Une compilation sous forme de codex est faite en 1294 à l'initiative du chancelier de Lübeck Albert von Bardewik. Sur ordre du bourgmestre de Lübeck Tidemann von Güstrow, un nouveau codex est rédigé en 1348 par le vicaire de la cathédrale Helmicus Thymmonis et baptisé Tideman Güstrowscher Kodex. Il est révisé en 1586 et imprimé en haut allemand par Johann Balhorn. Dans son contenu constitutionnel, il y a quelques modifications sur le Kassarezess et le Bürgerrezess et codifié dans son application.
Il est le seul droit urbain en Allemagne à avoir résisté à la romanisation et est appliqué jusqu'à la fin du XIXe siècle, remplacé par le Bürgerliches Gesetzbuch.
Il est avec le droit de Magdebourg l'un des droits urbains les plus importants d'Allemagne.

## Villes bénéficiaires du droit de Lübeck
- 1188: Hambourg (incertain, droit urbain y ressemblant et souvent associé)
- 24 juin 1218: Rostock
- 1224: Dantzig
- 1226: Wittenburg
- 1234: Stralsund
- 1235: Oldenbourg
- 1236: Plön
- 1238: Oldesloe et Itzehoe
- 1242: Kiel
- 1242: Loitz
- 1243: Tønder
- 1244: Neustadt et Segeberg
- 1246: Elbing
- 1248: Reval
- 14 mai 1250: Greifswald
- 1250: Rendsburg
- 1252: Dirschau
- 1253: Kalen et Damgarten
- 1255: Colberg et Barth
- 1257: Eutin
- 5 juin 1257: Cracovie
- 1258: Memel
- 1266: Köslin
- 1267: Boizenburg
- 1282: Wolgast et Wilster
- 1er avril 1284: Braunsberg
- 1285: Tribsees
- 1287: Grimmen
- 1292: Anklam (probablement avant soumis au droit de Magdebourg)
- 23 décembre 1298: Usedom
- 1299: Belgard
- 12 juin 1302: Wesenberg
- 13 avril 1305: Heiligenhafen
- 1309: Naugard
- 9 septembre 1310: Stolp
- 1310: Neustettin et Frauenbourg
- 21 mai 1312: Rügenwalde
- 22 mai 1317: Schlave
- 1343: Zanow
- 1613: Bergen en Rügen
- Hapsal
- Novgorod
- Pollnow (vers 1613)
- Wismar
- Riga